# City Football Group
O City Football Group Limited (CFG) é uma holding sediada no Reino Unido que administra clubes de futebol. O grupo é de propriedade de três organizações, das quais 81% são de propriedade majoritária do Abu Dhabi United Group, 18% da empresa americana Silver Lake e 1% das empresas chinesas China Media Capital e CITIC Capital. O Abu Dhabi United Group pertence ao sheik Mansour bin Zayed Al Nahyan, membro da família real de Abu Dhabi e vice-presidente dos Emirados Árabes Unidos.
O grupo deriva seu nome do Manchester City, seu principal clube de futebol, e atua como a empresa-mãe do clube. A CFG também possui participações em clubes nos Estados Unidos, Austrália, Índia, Japão, Espanha, Brasil, Uruguai, China, Bélgica, França, Itália e Turquia.

## História
Fundado em 2013, o City Football Group é a realização de uma visão de negócios pelo ex-vice-presidente de economia do Barcelona, Ferran Soriano. Soriano primeiro concebeu o ideal de uma entidade global de futebol enquanto estava no clube catalão, começando com a criação de centros estrangeiros de formação de atletas da marca Barça. Soriano entrou em contato com o comissário da Major League Soccer, Don Garber, sobre a criação de uma franquia da MLS da marca Barcelona, e a dupla progrediu a ponto de procurar vários locais para colocar a equipe, mas, em última análise, esses planos foram reduzidos quando Soriano e outros sete membros do conselho do Barcelona optaram por renunciar em protesto contra a liderança da então presidente Joan Laporta.
Após uma pausa de quatro anos na gestão do futebol, Soriano foi contratado no final de 2012 para substituir Garry Cook como CEO do Manchester City após a renúncia deste último. Soriano reviveu suas ambições de criar uma entidade empresarial global de futebol, começando pela retomada dos diálogos com Garber. Suas discussões resultaram no anúncio do New York City FC como o 20° time da MLS menos de um ano depois, em maio de 2013. No processo de gerenciamento da criação de um segundo time de futebol, foi criado o City Football Group, projetado para ser a holding à qual o Manchester City e o New York City FC pertenciam. A CFG se expandiu no início de 2014, quando fez uma parceria com a Melbourne Storm, de Rugby league, para adquirir uma participação controladora na franquia da A-League, o Melbourne Heart, por 12 milhões de dólares australianos. O clube seria posteriormente renomeado para Melbourne City, e seu emblema mudou para um design semelhante ao distintivo do New York City FC como parte das primeiras tentativas da CFG de sinergizar seus investimentos como marca, e as cores do clube seriam lentamente alteradas para azul celeste com suas listras vermelhas e brancas mantidas como cores fora.

## Clubes pertencentes

### UEFA
- Manchester City
- Manchester City Woman
- Girona
- Girona Femení
- Palermo
- Palermo Woman
- Troyes
- Lommel

### CONCACAF
- New York City FC
- New York City FC II

### AFC
- Mumbai City
- Melbourne City
- Melbourne City Woman
- Yokohama F. Marinos
- Shenzhen Peng City

### CONMEBOL
- Montevideo City Torque
- Bahia